# Dal (Indie)
Dal – jezioro o powierzchni około 18 km kwadratowych, położone w Śrinagarze w stanie Dżammu i Kaszmir w Indiach. Jezioro znane jest głównie ze względu na około 500 wiktoriańskich łodzi mieszkalnych. Łodzie mieszkalne były budowane przez Brytyjczyków spędzających upalne lata w Kaszmirze.

## Galeria zdjęć

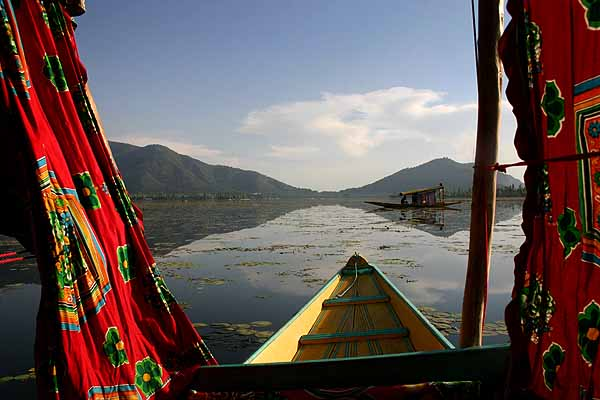
Jezioro Dal, Kaszmir, Indie
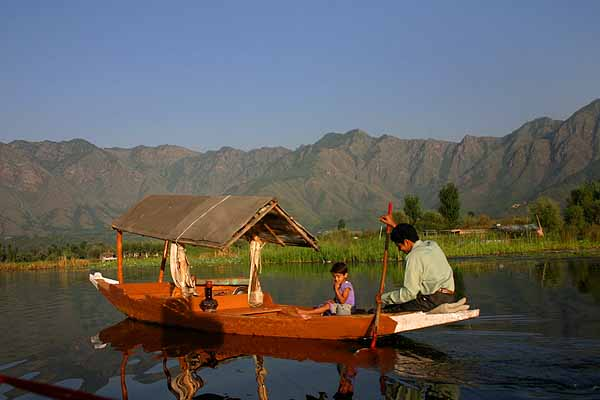
Łódź na jeziorze Dal
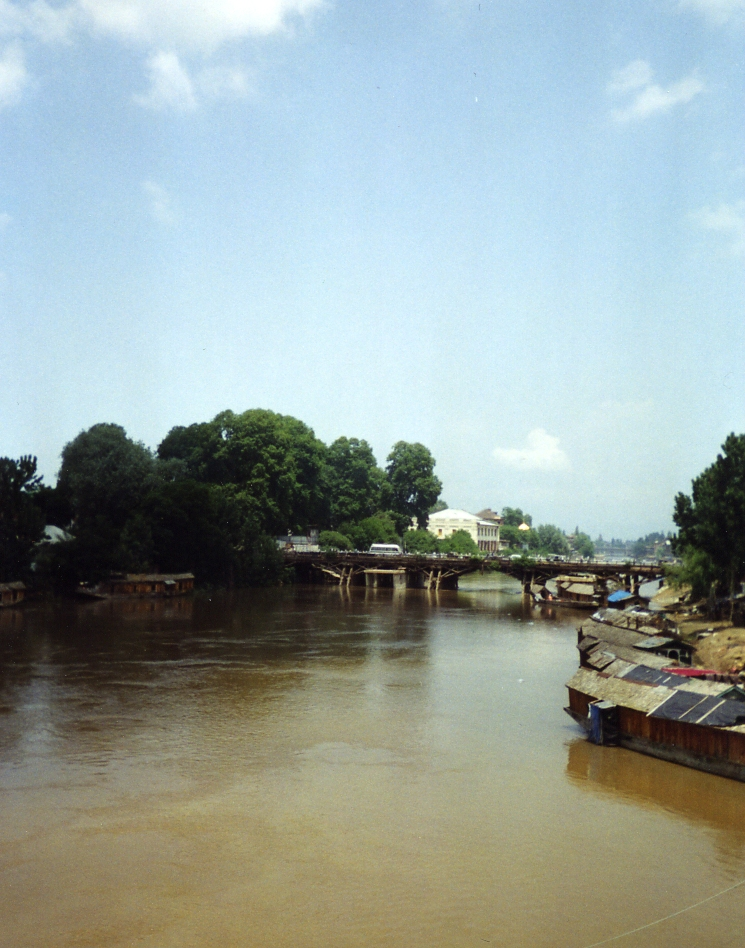
Łodzie mieszkalne na jeziorze Dal